# Unbewusster Schluss
Hermann von Helmholtz, Physiker und Universalgenie, beschäftigte sich 1867 im letzten Band seines epochalen Werkes Handbuch der physiologischen Optik mit den psychologischen Effekten der visuellen Wahrnehmung. 
Der unbewusste Schluss ist ein prä-rationaler Mechanismus der visuellen Eindruckbildung, der unbeirrbar und unbelehrbar seinen eigenen Gesetzen folgt und auf diese Weise eine herrische Macht über den menschlichen Verstand ausübt. Beispielsweise sehen wir, wie die Sonne jeden Abend vor unseren Augen hinter dem feststehenden Horizont untergeht, obwohl wir wissen, dass nicht sie sich um die Erde dreht, sondern die Erde sich um sich selbst. Optische Täuschungen können wir also keineswegs zum Verschwinden bringen, indem wir uns auf rationalem Wege überzeugen, dass uns unsere Augen genarrt haben.
Auch auf die gegenseitige Wahrnehmung der Menschen übt der unbewusste Schluss tiefgreifende Wirkung aus. Allein der Anblick unseres Gegenübers erzeugt eine gefühlsmäßige Haltung, die nicht rational begründbar ist und sich als sehr widerstandsfähig gegen jede verstandesmäßige Kritik erweist. Offenbar wird eine spontane Eigenschaftszuschreibung in Gang gebracht, der wir uns kaum entziehen können, denn das menschliche Auge kann nicht zweifeln. Es kann sich also des durch den unbewussten Schluss erzeugten Eindrucks nicht erwehren. 
Der Grund dafür ist in der neurologischen Verarbeitung visueller Sinneseindrücke zu finden. Die höheren kortikalen Zentren, die sich mit bewusster Informationsverarbeitung befassen, sind an der Entstehung des visuellen Eindrucks gar nicht beteiligt. Weil der Prozess aber spontan entsteht und automatisch abläuft, können wir gar nicht näher bezeichnen, was in uns vorgegangen ist. Wir nehmen mit dem Auge die Dinge, als seien sie wahr, denn das Ergebnis der unbewussten Schlüsse sind Deutungen, die sich unserem Bewusstsein aufdrängen, gleichsam wie eine äußere Macht, über die unser Wille keine Gewalt hat.
Mit diesen Erkenntnissen über die Wirkmechanismen visueller Reize war Helmholtz der Wissenschaft ein Jahrhundert voraus. Neuere Begriffe moderner Autoren nähern sich der Helmholtzschen Sichtweise an, etwa snap judgements (Schneider, Hastorff und Ellsworth, 1979), nonconscious social information processing (Lewicki 1986), people as flexible interpreters (Newman. Moscowitz und Uleman 1989) und unintended thought (Uleman und Bargh 1989), sowie durch den Begriff des Zusammenhangserlebnisses, wie er etwa in dem Springer Gabler Wirtschafts-Ethik-Lehrbuch Individualistische Wirtschaftsethik (IWE) dargestellt ist.